# Gary Langan
Gary Langan (Surrey, 19 aprile 1956) è un ingegnere, musicista e produttore discografico inglese.

## Biografia
Nel 1983 fondò la ZTT Records con Trevor Horn, Paul Morley e Jill Sinclair. Fu anche il cofondatore degli Art of Noise, ma lasciò il gruppo nel 1986 dopo il tour di In Visible Silence.
La sua carriera iniziò a 18 anni quando comicnciò come assistente ai Sarm Studios (East), imparando il lavoro da Gary Lyons e Mike "Clay" Stone, lavorando con i Queen per A Night at the Opera (Queen), A Day at the Races, e News of the World (Queen). Dopo il lavoro con Trevor Horn per 90125 degli Yes, Langan produsse Beauty Stab degli ABC e, più tardi, Through The Barricades degli Spandau Ballet. Langan fu co-producer per i Public Image Ltd. nel 1987 per l'album Happy?. Nel 2005 Langan produsse il SACD mixato per l'edizione di Jeff Wayne's Musical Version of The War of the Worlds. Nel 2008, Langan ha prodotto l'album degli ABC, Traffic.
Nell'aprile 2009, Langan prese parte per gli ABC dal vivo alla Royal Albert Hall. Il concerto fu devoluto per The Lexicon of Love. Anne Dudley arrangiò le musiche e diresse la BBC Concert Orchestra, Trevor Horn supportò con voce.